# Mistr Týnské Kalvárie
Mistr Týnské Kalvárie, také Mistr Týnského Ukřižování byl anonymní řezbář působící v Praze přibližně v období 1390-1420, který vyšel z parléřovského sochařství. Jeho dílo tvoří paralelní větev české plastiky, která není přímo závislá na krásném slohu. Dochované sochy tohoto řezbáře patří k vrcholným dílům českého gotického umění.

## Život
Mistr Týnské Kalvárie je totožný s tzv. Mistrem Dumlosů nebo Mistrem Dumlosovského ukřižování Ericha Wiese , který ho tak označil podle Ukřižování v kapli Dumlosů ve vratislavském kostele sv. Alžběty a jeho dílnu situoval do Vratislavi. Pozdější badatelé přinesli doklady, že sochař působil v Praze a vratislavské sochy jsou importy. Jan Chlíbec uvádí, že byl činný od devadesátých let 14. století do počátku husitských válek na konci 20. let 15. století a pak doklady o jeho činnosti mizí. Formální znaky jeho umění lze nalézt v dílech následovníků a žáků, např. tzv. Mistra z Eriskirchu, který působil ve švábské oblasti Pečírka se domníval, že do Eriskirchu se před husitskými válkami uchýlil samotný Mistr Týnské Kalvárie.
Němečtí badatelé Wiesse, Pinder a Opitz ve 20. letech 20. století a později také Milena Bartlová datovali jeho díla až po husitských válkách, které by znamenalo zařazení soch do zcela jiných společenských souvislostí. Jejich tvrzení je založeno na zprávě z období baroka, která udává vložení ostatků do hlavy Ukřižovaného Krista z Týnského chrámu v roce 1439. Podle Bartlové se Mistr Týnské Kalvárie vyučil až v prvních desetiletích patnáctého století v Praze, další zkušenosti nabral v zahraničí, mimo jiné v Budíně, a do Prahy se opět vrátil po skončení husitských válek. Zakázky získával v Praze a Vratislavi. Jeho díla lze podle ní datovat do let 1407-1420 a 1436-1450.
Albert Kutal tuto pozdní dataci již dříve odmítl a poukázal na to, že vznik takové slohově čisté a kvalitní práce v roce 1439 by byl v Praze anachronismem a navíc vnější poměry nepřály podobné monumentální objednávce. Kutal seřadil díla do časové řady a upozornil i na souvislost s tehdejší deskovou malbou (Roudnický oltář, 1410-1420, Kapucínský cyklus, kolem 1420). Na základě dochovaných dobových listin předpokládal, že Mistr Týnské Kalvárie by mohl být totožný s mistrem Mikulášem, který byl zároveň malířem a je zmíněn roku 1413, kdy pracoval pro Novoměstskou radnici a polychromoval blíže neurčenou sochu, pravděpodobně Bolestného Krista.
Mistr Týnské Kalvárie byl současníkem Mistra z Großlobmingu a severského řezbáře, působícího v severní Itálii (Hans z Judenbergu ?), který ve 20. letech 15. století vytvořil expresivní a monumentální Ukřižování pro benátský kostel S. Giorgio Maggiore a patrně též pro S. Lorenzo ve Florencii a dóm v Imole. V jeho dílně působil další významný řezbář, autor Krucifixu Martelli a dalších tří Ukřižování pro kostely v Bologni (S. Michele in Bosco, S. Petronio) a Římě (S. Agostino). Panna Marie z kostela S. Marco, jejímž autorem je patrně Mistr z Großlobmingu, má řasení drapérie podobné Panně Marii z dumlosovského Ukřižování. Také další sochy v tomto kostele dokládají vliv českého krásného slohu.
Větší počet sochařských děl, která ovlivnil Mistr Týnské Kalvárie, se nachází zejména v Polsku (Ukřižovaný z Kalvárie v Hnězdně, Kristus a Jan Evangelista ze skupiny Kalvárie v kostele sv. Alžběty a kostele Corpus Christi ve Wroclawi) nebo v Košicích (dóm sv. Alžběty). Přímo z dílny Mistra Týnské Kalvárie pravděpodobně pochází tzv. Mistr z Eriskirchu (pokud to nebyl samotný Mistr Týnské Kalvárie po emigraci z husitských Čech), jehož dílna ve druhém desetiletí 15. století působila ve Švábsku. Ten, spolu s dalšími českými umělci, působícími v Ulmu, ovlivnil i díla Hanse Multschera z konce 20. let (Bolestný Kristus ze západního portálu ulmské katedrály, 1429). Zprostředkovaný vliv děl Mistra Týnské Kalvárie lze nalézt i ve svatoštěpánském dómu ve Vídni, v Norimberku (Germanisches Nationalmuseum) a dómu ve Wismaru nebo v díle Mistra Ukřižování ze sv. Bartoloměje, který působil po roce 1450 v Plzni. Směr vytyčený Mistrem Týnské Kalvárie reprezentuje v deskové malbě Mistr Rajhradského oltáře.

## Dílo
Dílo Mistra Týnské Kalvárie navazuje na parléřovskou stavební a sochařskou huť a má kořeny v okruhu horizontálních piet. Je v něm patrný odklon od krásného slohu, představovaného zejména opukovými líbeznými postavami Madon s dítětem a bezprostředně souvisí spíše s řezbářskou tvorbou parléřovské huti, do jejíhož okruhu jsou řazena díla jako Madona z Kladska, torzo sv. Prokopa ze Strakonic, Sv. Kunhuta ze Stanětic, Světice z Dolní Vltavice, Sv. Mikuláš z Vyššího Brodu nebo reliéfy z rámu Madony svatovítské. Plasticky cítěnou formu, realismus a monumentalitu jeho děl badatelé odvozují od sochařské výzdoby Staroměstské mostecké věže, zejména sochy sv. Vojtěcha. Blízké analogie v typice tváří lze nalézt v dobové deskové malbě (Církvická deska - Mistr Třeboňského oltáře, Roudnický oltář, Kapucínský cyklus) nebo tzv. Ambraském náčrtníku.
Sochař směřuje od estetické účinnosti a nádhery k hledání smyslu lidské existence, monumentalitě a naturalistickému zobrazení pašijových scén a Kristova utrpení. Charakteristickými formálními rysy děl Mistra Týnské Kalvárie jsou větší štíhlost a ušlechtilost formy, vyhraněný typ tváře a sugestivní polychromie s plastickým vyobrazením Kristových ran, dávajícím důraz na eucharistii. Řezbář sice také využívá formálního
aparátu krásného slohu, ale jeho vztah k světu se vyznačuje novou vážností a hloubku citového života, otřeseného náboženskou krizí.
Za nejranější práce Mistra Týnské Kalvárie jsou považovány Ukřižovaný Kristus ze Svatovítského chrámu a Kalvárie z kaple Dumlosů ve Vratislavi. Vrcholnými díly jsou monumentální Týnská Kalvárie v Týnském chrámu v Praze a oba Bolestní Kristové z pražských radničních síní. V jeho dílně vznikla patrně i Pieta z Všeměřic a Madona týnská. V posledním případě jde o dřevořezbu v dubovém dřevě bez polychromie, která dokládá vliv jihoněmeckého sochařství z počátku 15. století. Je možné, že byla zhotovena při příležitosti návštěvy císaře Zikmunda v Praze. Podle Turečkové jsou Týnské madoně nejbližší Madona z Eichstattu a Madona z Tirol, obě z roku 1420.

### Známá díla
- 1390-1400 Krucifix, Chrám sv. Víta v Praze
- před 1400 Kalvárie z kaple rodu Dumlosů, kostel sv. Alžběty ve Vratislavi, nyní Muzeum Narodowe, Varšava
- před 1400 Sv. biskup, kostel sv. Alžběty ve Vratislavi, nyní Muzeum Narodowe, Vratislav
- kolem 1400, Madona, kostel sv. Alžběty ve Vratislavi, nyní Muzeum Narodowe, Vratislav
- kolem 1400 Ukřižovaný z Jílového, kostel sv. Vojtěcha, Jílové
- 1407 Bolestný Kristus ze Staroměstské radnice v Praze[17]
- 1413 Bolestný Kristus z Novoměstské radnice v Praze (nyní MHMP)[18]
- kolem 1410 Ukřižovaný ze sv. Jana pod Skalou, hrad Karlštejn
- kolem 1410 Sv. Jan Evangelista, Národní galerie v Praze
- 1410- 1420 Týnská Kalvárie, Týnský chrám v Praze
- kolem 1415 Pieta z Všeměřic (podle Mikeše rané dílo nebo práce jiného autora z okruhu Hanse Multschera)[19]
- kolem 1415 Oplakávání Krista z Plzně (dílna MTK)
- po 1415 Pieta z Litoměřic (dílna MTK)
- kolem 1420 (nebo 1436) Trůnící Madona týnská
- 1420-1430 Oplakávání Krista z kostela Panny Marie před Týnem (okruh MTK)
- 1390-1400 Hlava Krista - fragment Piety (okruh MTK), nalezeno v Hradci Králové, nyní Národní galerie v Praze

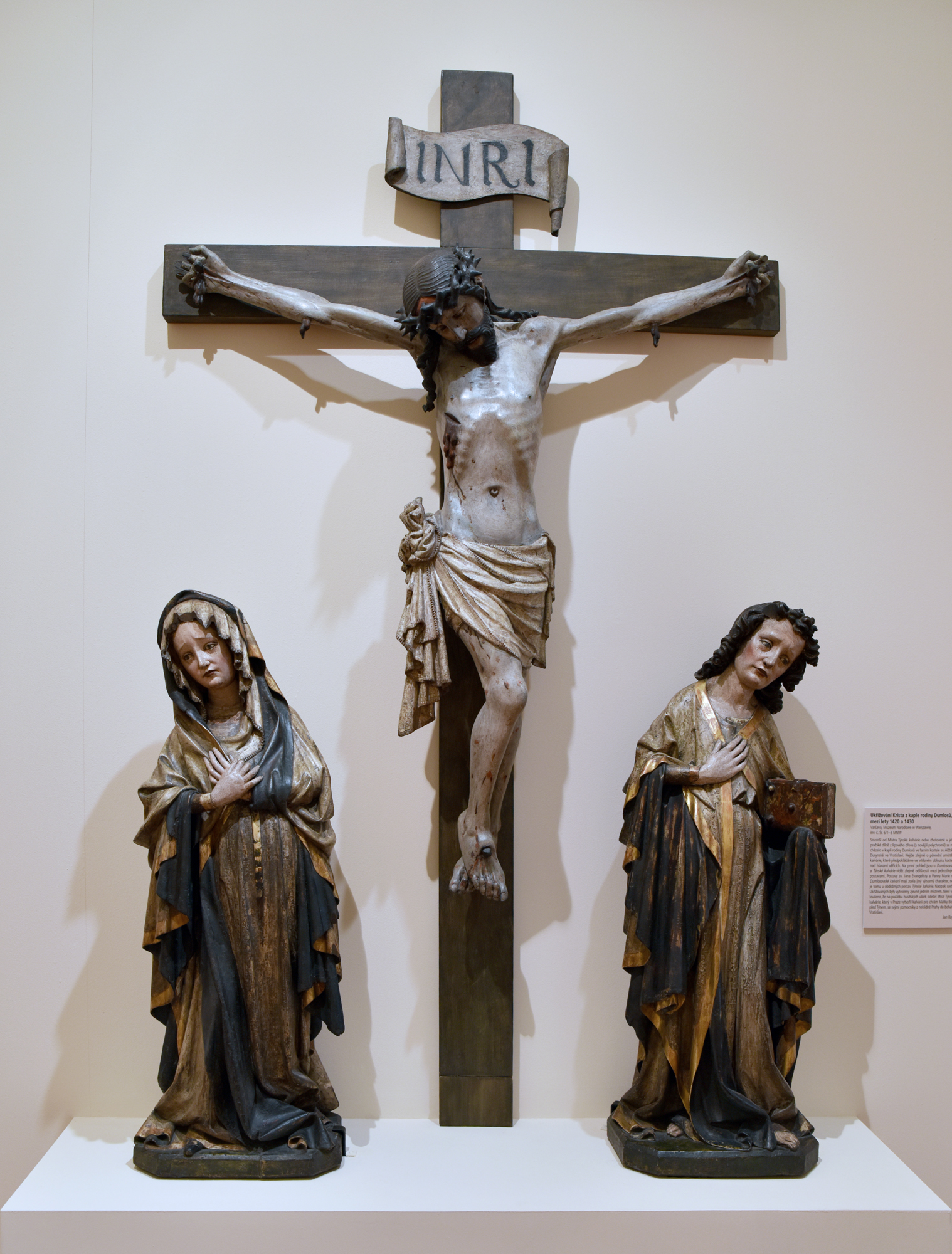
Kalvárie z kaple Dumlosů (před 1400),
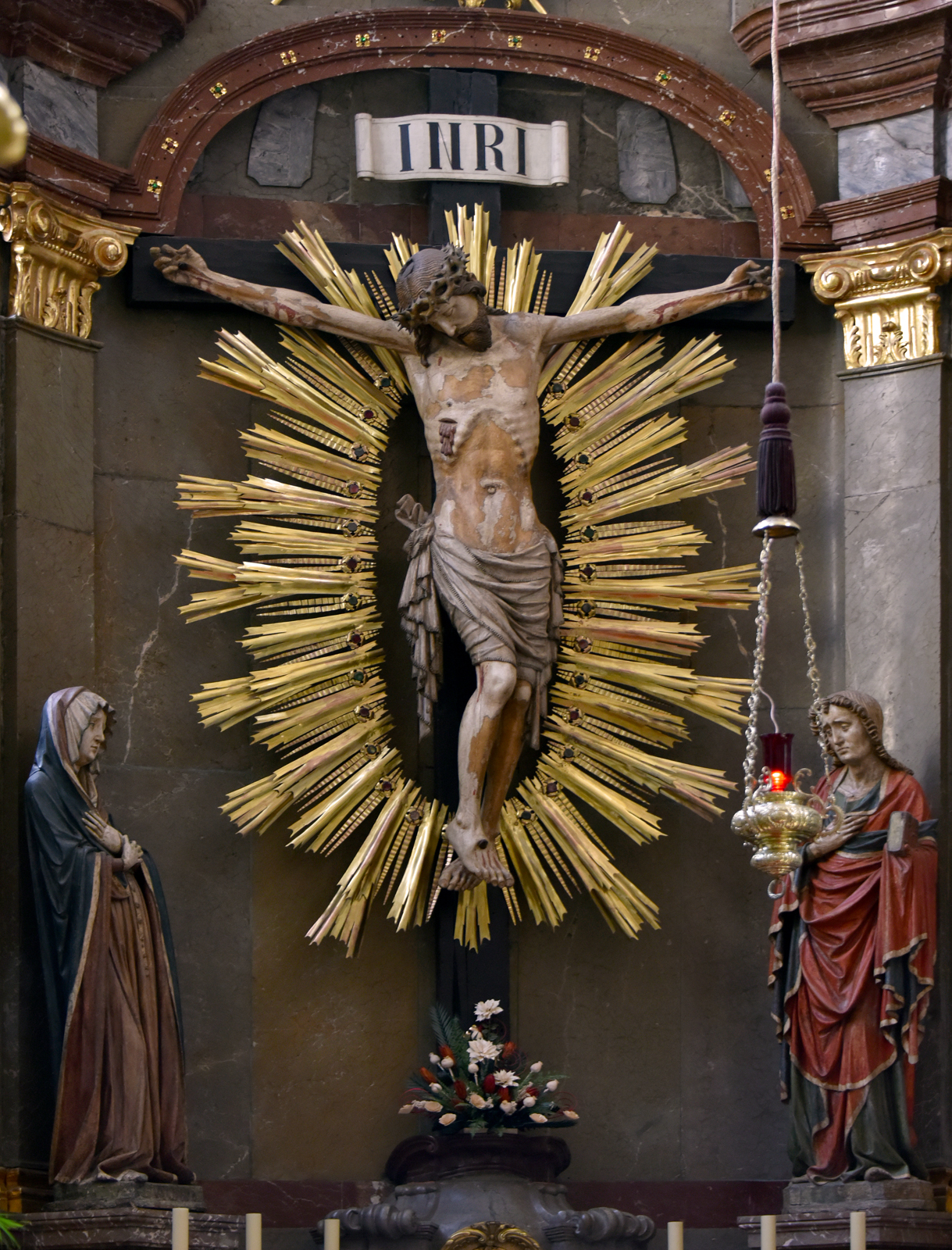
Týnská Kalvárie (po 1410)
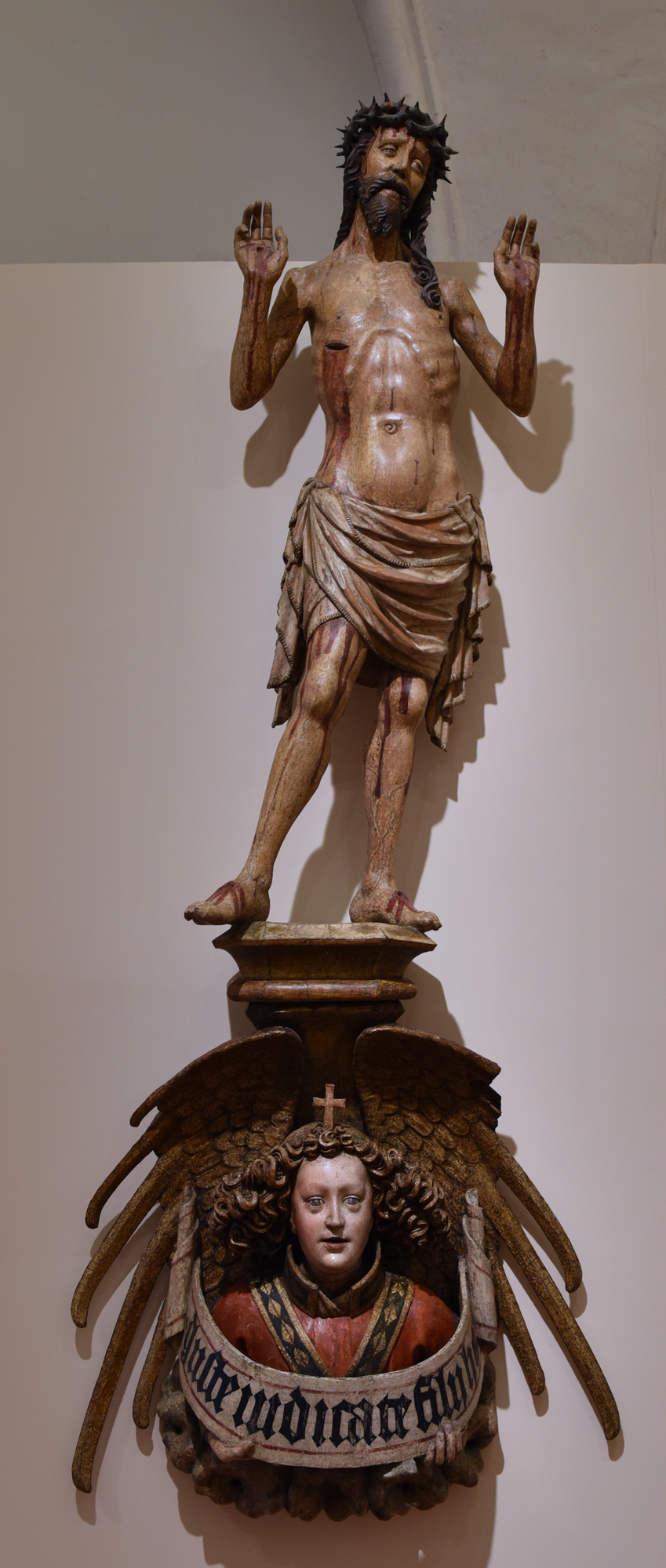
Bolestný Kristus ze Staroměstské radnice (1407)
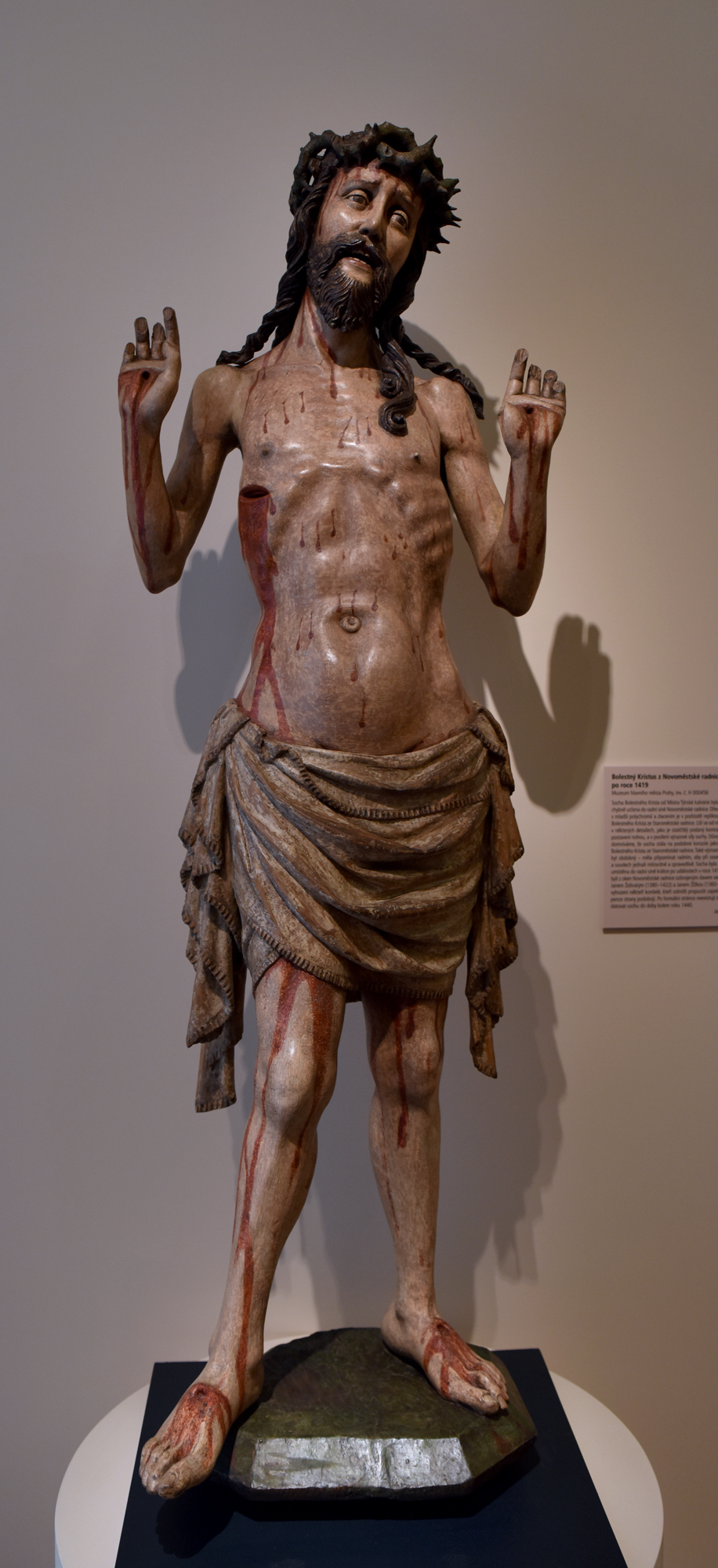
Bolestný Kristus z Novoměstské radnice (1413)
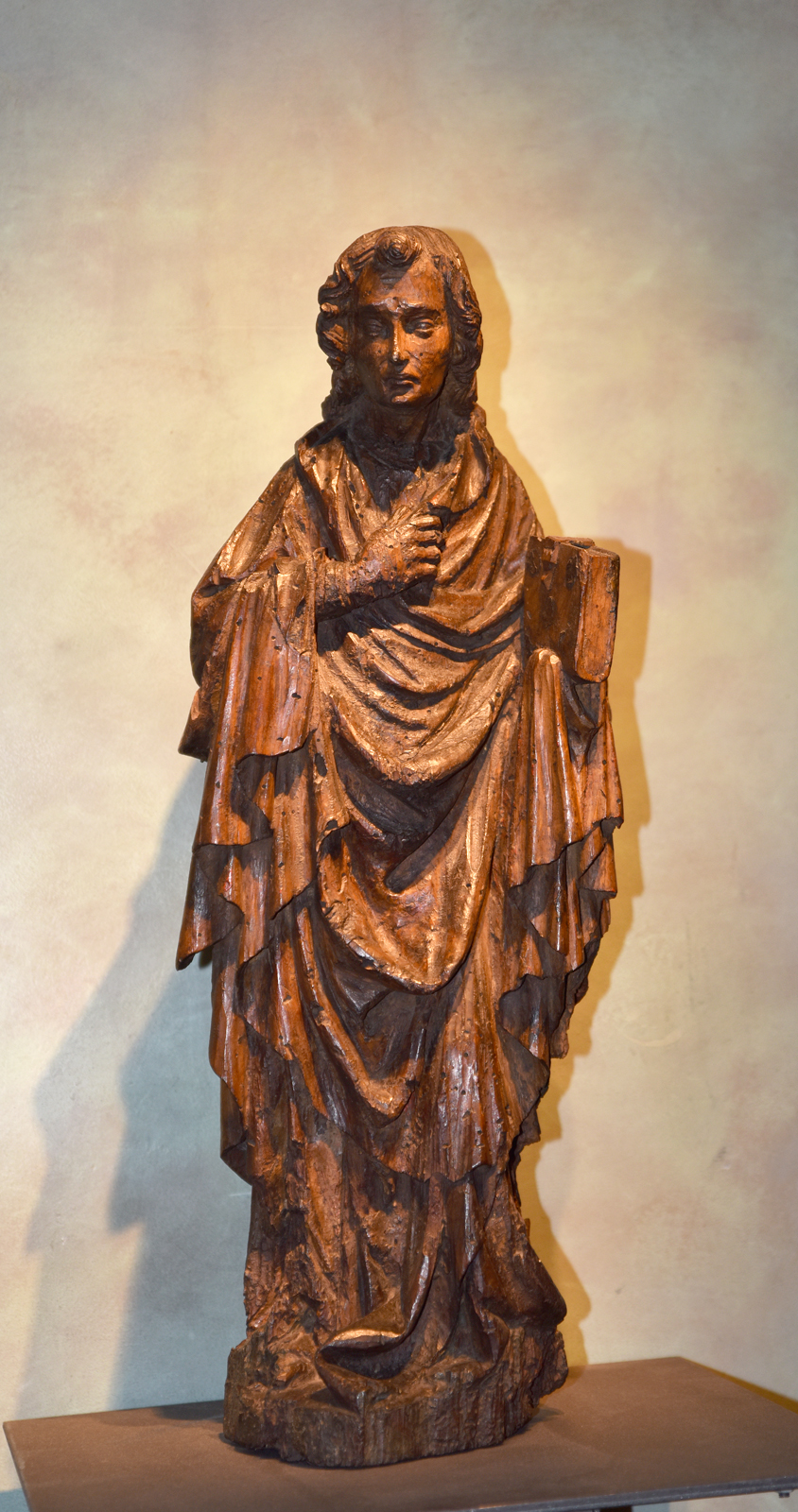
Sv. Jan Evangelista (kolem 1410) Národní galerie v Praze
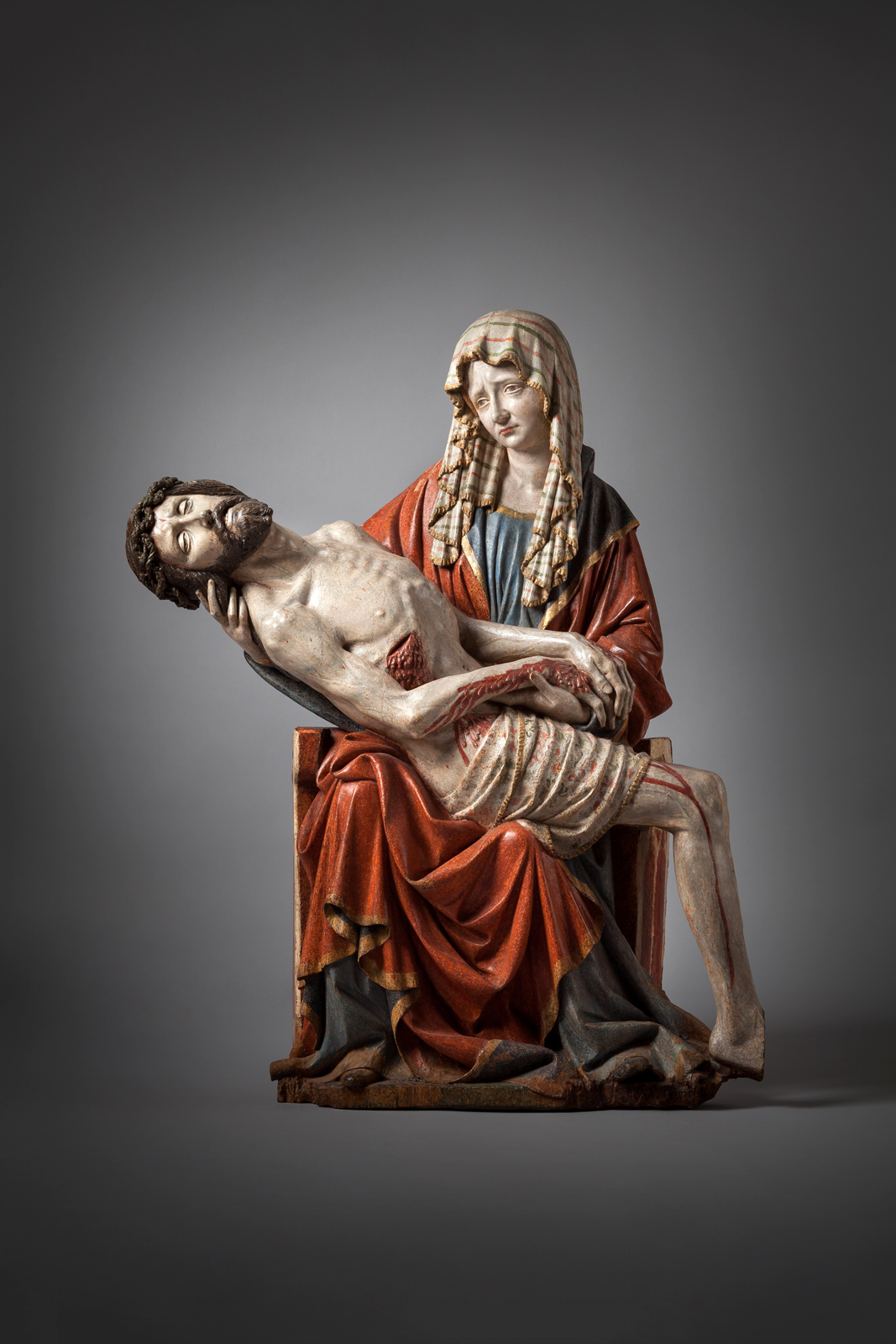
Pieta z Všeměřic (kolem 1415), Alšova jihočeská galerie v Hluboké nad Vltavou
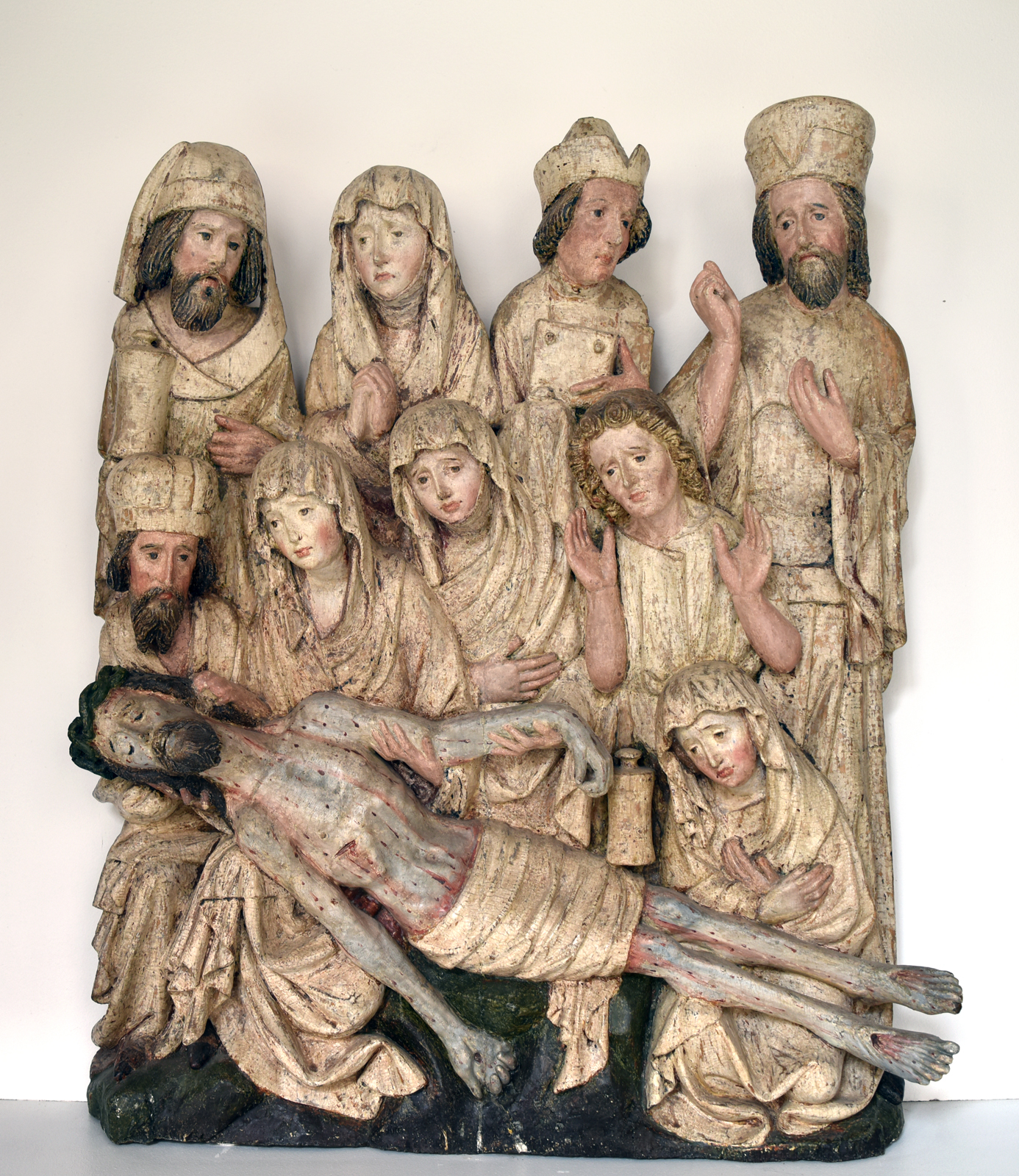
Oplakávání Krista (kolem 1415), následovník Mistra Týnské Kalvárie, Muzeum církevního umění plzeňské diecéze
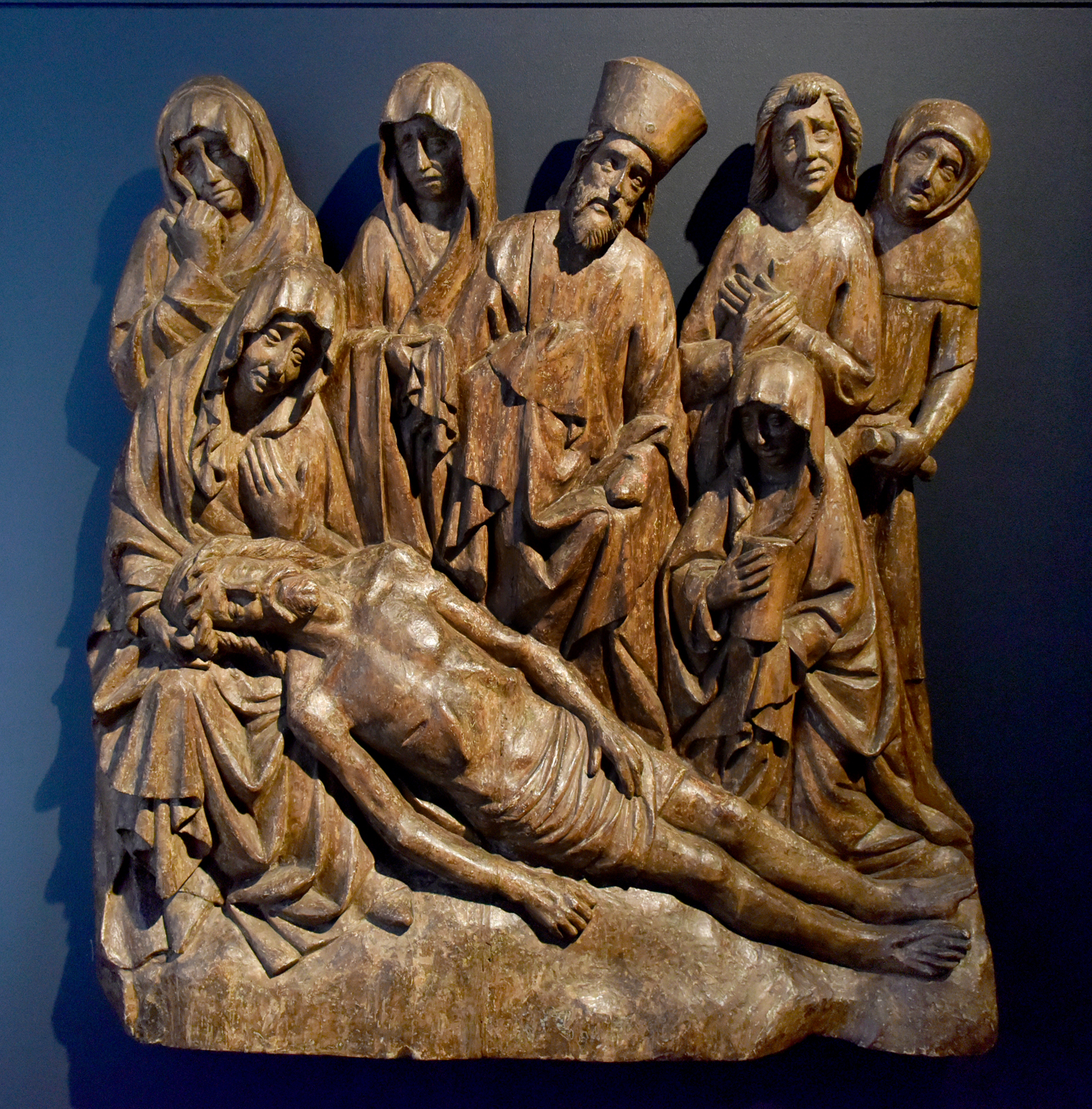
Oplakávání Krista z kostela Panny Marie před Týnem (1420-1430)

### Související díla
- po 1400 Ukřižovaný z Třeboně
- kolem 1400 Ambraský náčrtník
- kolem 1410 Madona z Nesvačil (Mistr nesvačilských soch)
- 1410-1415 Pieta z Nesvačil (Mistr nesvačilských soch)
- kolem 1415 Madona z františkánského kostela v Plzni
- kolem 1415 Ukřižovaný z Českého Krumlova
- kolem 1415 Ukřižovaný z kostela sv. Jiljí v Praze
- 1413-1419 Ostatkové bysty sv. Petra a Pavla, Arcibiskupský palác
- 1415-1420 Pieta ze Železného Brodu, kostel sv. Jakuba, Železný Brod
- před 1420 Oplakávání Krista, Národní muzeum v Praze
- 1420-1430 Ukřižovaný z Chebu
- po 1430 Oplakávání Krista ze Sobotky
- kolem 1435 Panna Maria Bolestná z Krupky, Regionální muzeum v Teplicích

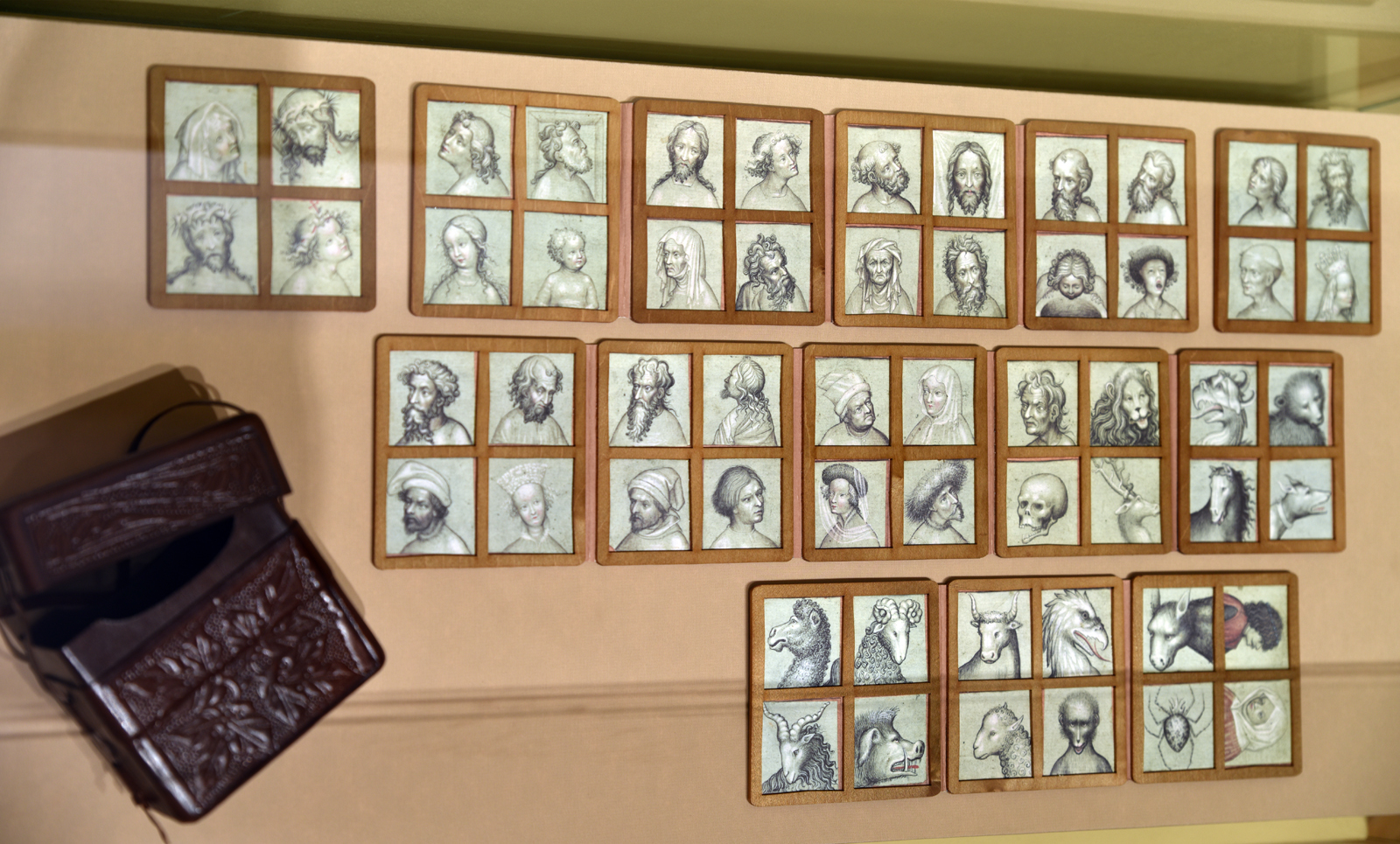
Ambraský náčrtník (kolem 1410), Kunsthistorisches Museum, Vídeň (faksimile)
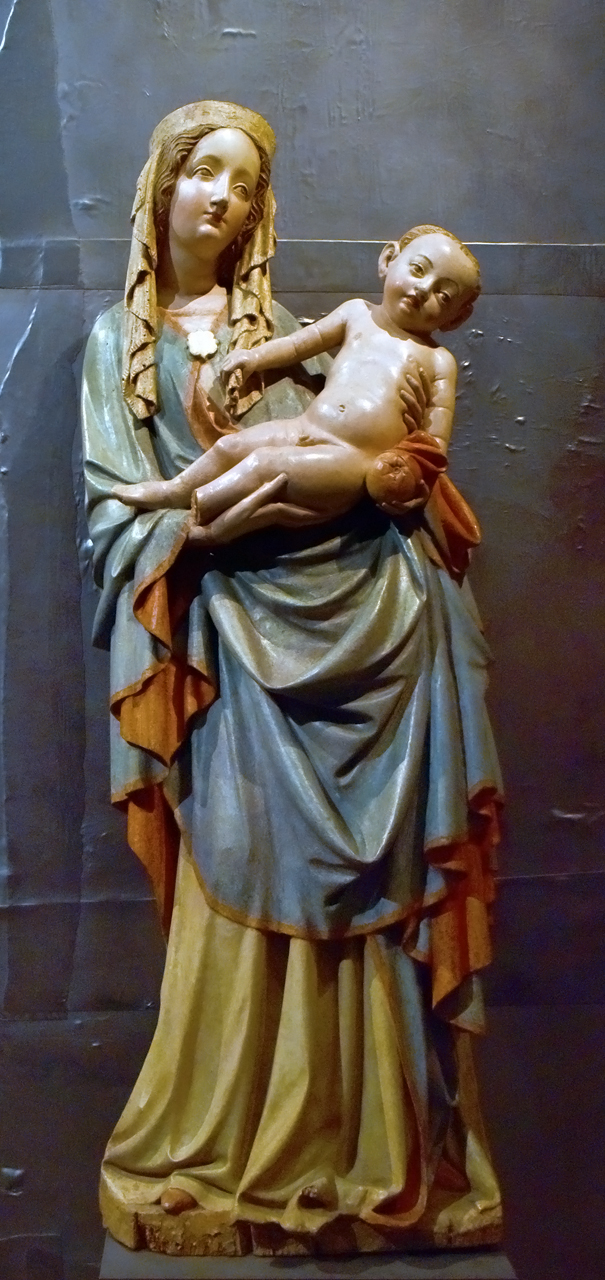
Madona z Nesvačil (kolem 1420-1430), Národní galerie v Praze
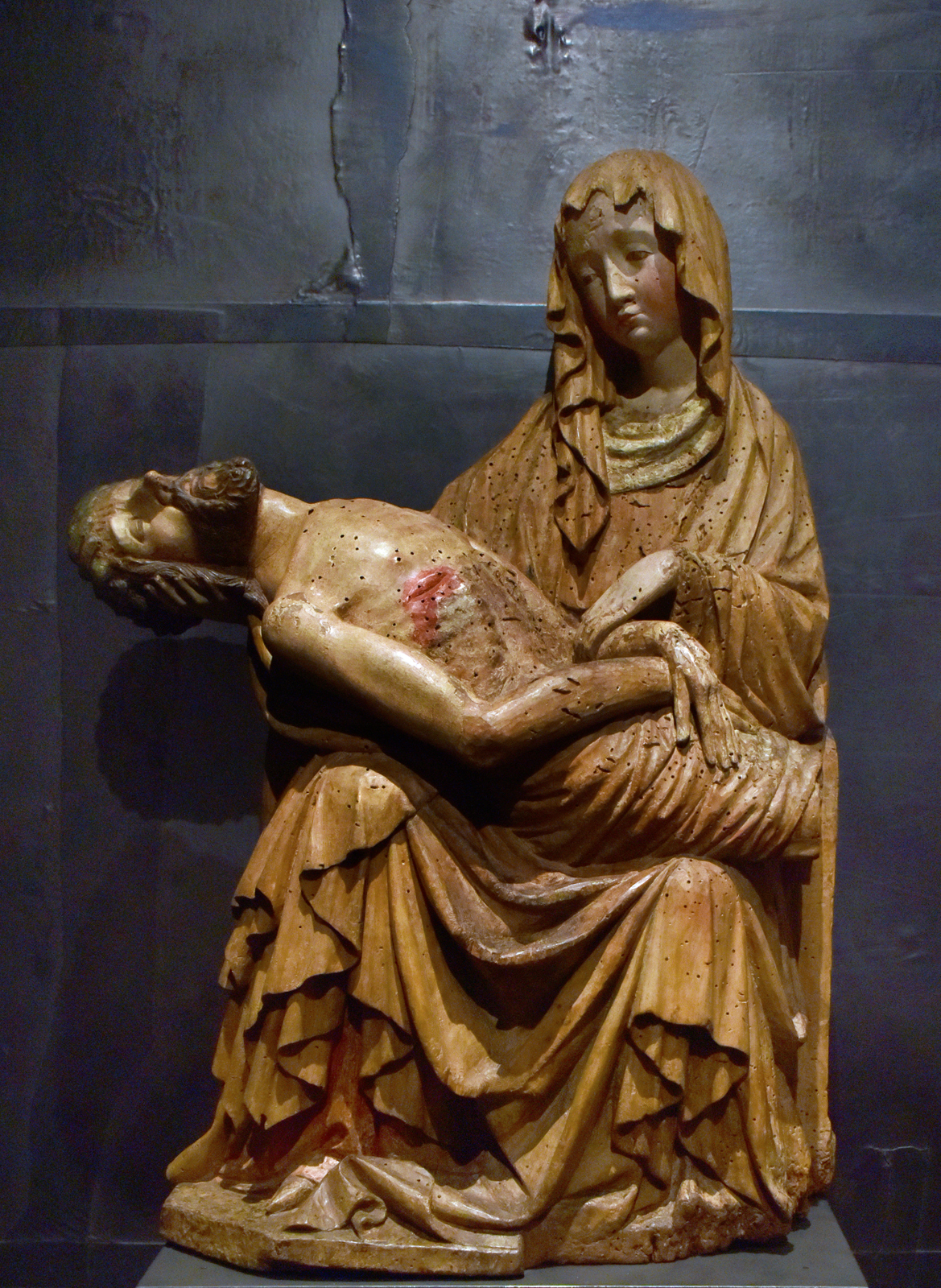
Pieta z Nesvačil (kolem 1420-1430), Národní galerie v Praze
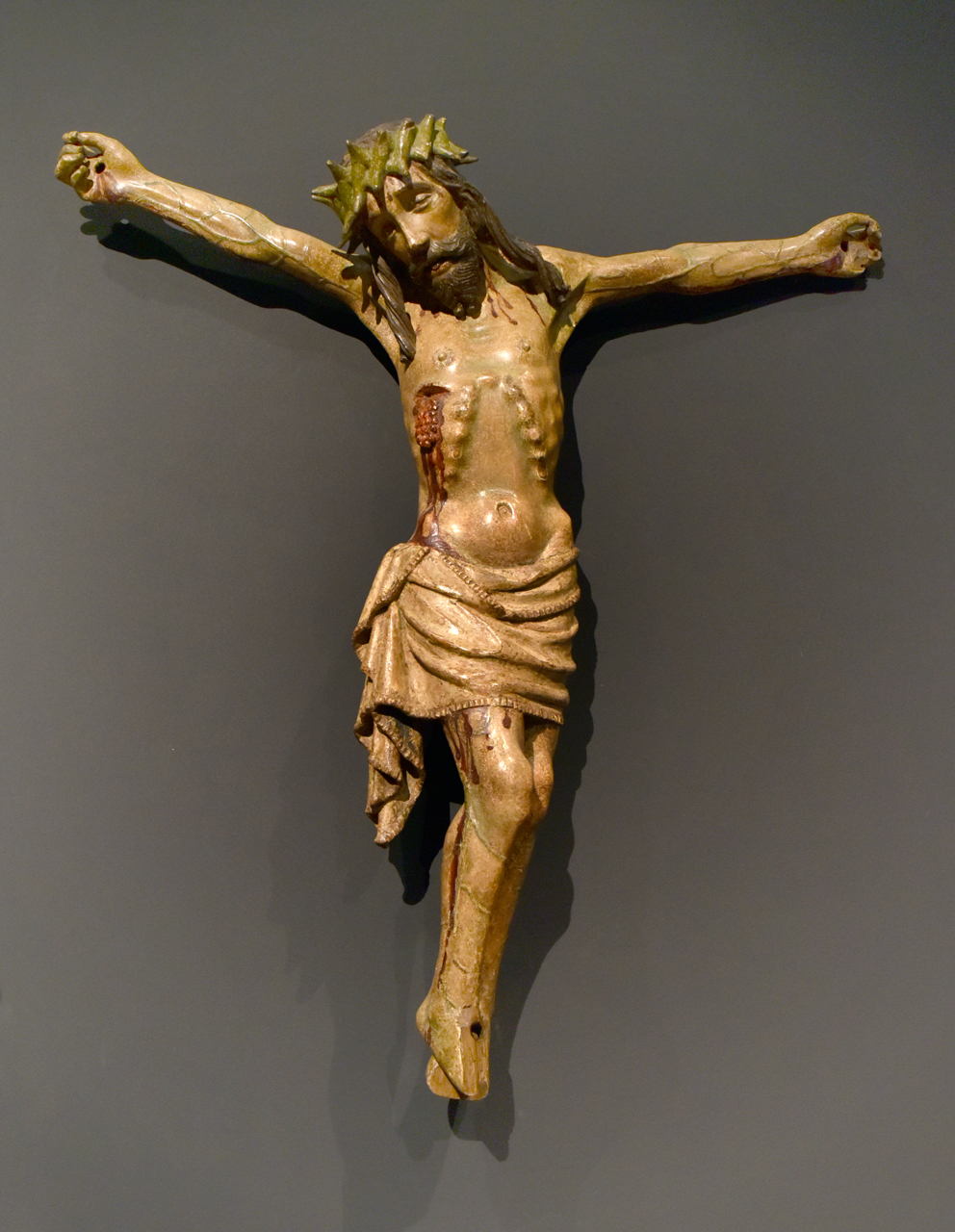
Ukřižovaný Kristus z Chebu
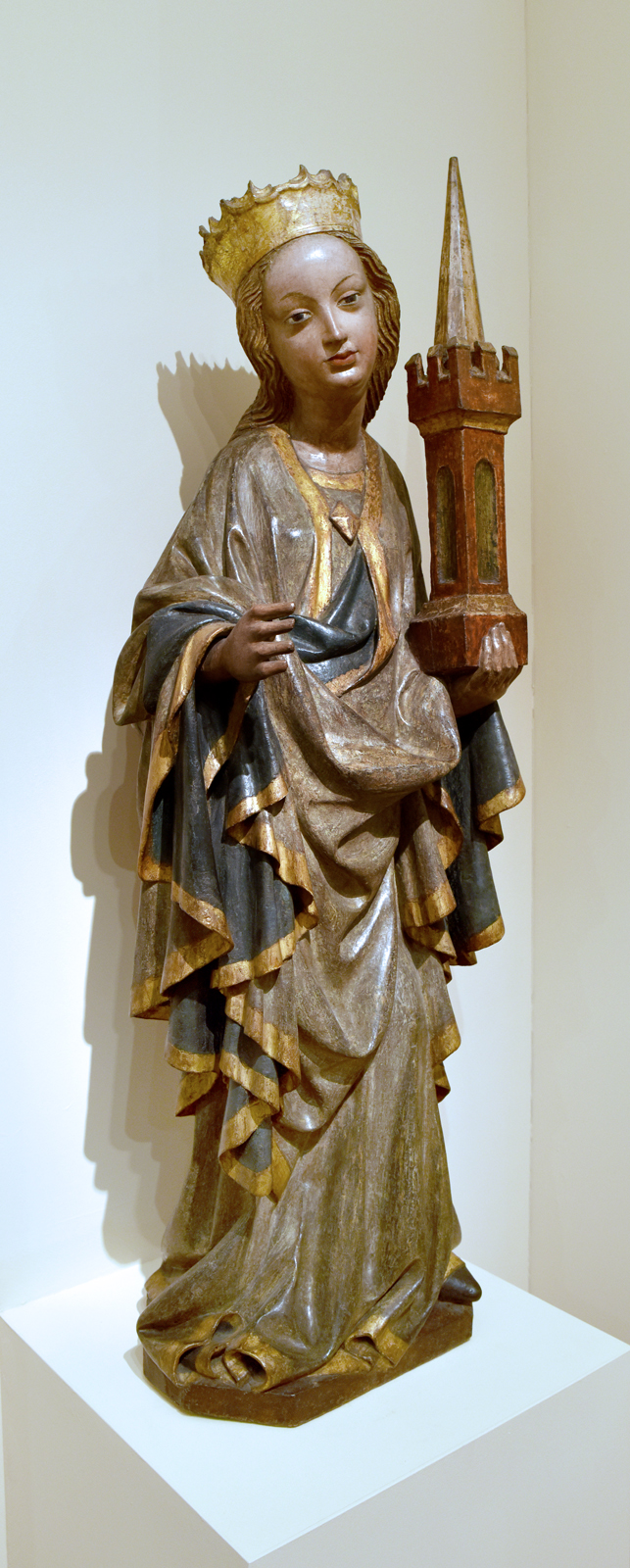
Sv. Barbora (1410-1420), Mistr Týnské Kalvárie-okruh, MN Varšava